# MIND SCREEN
『MIND SCREEN』（マインド・スクリーン）は、1979年5月21日に発売された浜田省吾の4枚目のアルバム。

## 背景
キャッチコピーは『心の中に映る数々のドラマを、ひとつずつ歌にたくして………』。
この頃の浜田は自分の置かれている状況にひどく困惑し「曲は書けるが詞が全く書けない失語症のような状態」というスランプの中で発売されたアルバムである。結局、締切が迫ってきても歌詞を書き上げることが出来ず、全10曲中6曲を当時売り出し中だった女性作詞家が担当している。それらの歌はライブで歌われることもほとんどなく、聴き返すこともないらしい。そうした経緯から「このアルバムはあまり好きではない」「廃盤にしたい」と度々語っている。ただし、メロディに関しては自身も認める出来映えである。
このアルバムからCBS・ソニーの担当ディレクターが須藤晃に代わっているが、まともに楽曲を作れるような状態ではなかったため、仕方なく作詞家の選定に当たった。
本人は「このアルバムで、ステージで素直に歌えるのは自分が書いた詞なんだと分かり、どんなに詞が書けなくても、自分で詞を書く事の大切さを再認識した」と語っており、ミュージシャン・浜田にとってはある種、意義のある作品となった。
田原俊彦はこのアルバムを聴いて浜田のファンになったという。ある日浜田がテレビを観ていると、歌番組で田原が「ダンシング・レディ」を歌っていて驚いたことがある。このアルバムは発売当時は8000枚ほどしか売れなかったため、田原は後に行われた対談で浜田に「8000人の中の一人」と言われた。田原は1985年当時の自身のライブで「いつわりの日々」「今夜はごきげん」「MONEY」を歌ったことがあり、浜田のコンサートも見に行ったことがある。

## 記録
1996年時点での累計売上は220,324枚（アナログ盤・CD・カセットを合わせた総計）。

## 収録曲

### LP盤
| 全作曲: 浜田省吾、全編曲: 水谷公生、ストリングスアレンジ: 佐藤準（#3のみ）。 |                                       |           |            |      |
| #                                                                            | タイトル                              | 作詞      | 作曲・編曲 | 時間 |
| 1.                                                                           | 「子午線」(SHIGOSEN)                  | 森田由美  | 浜田省吾   | 4:25 |
| 2.                                                                           | 「幻想庭園」(GENSOH TEIEN)            | 三浦徳子  | 浜田省吾   | 4:06 |
| 3.                                                                           | 「インディアンサマー」(INDIAN SUMMER) | 竜真知子  | 浜田省吾   | 4:19 |
| 4.                                                                           | 「愛を眠らせて」(AI O NEMURASETE)     | 三浦徳子  | 浜田省吾   | 3:55 |
| 5.                                                                           | 「いつわりの日々」(ITSUWARI NO HIBI)  | 浜田省吾  | 浜田省吾   | 4:33 |
| 合計時間:                                                                    | 合計時間:                             | 合計時間: | 21:18      |      |

| 全作曲: 浜田省吾、全編曲: 水谷公生。 |                                                  |           |            |      |
| #                                    | タイトル                                         | 作詞      | 作曲・編曲 | 時間 |
| 1.                                   | 「ダンシング レディ」(DANCIN' LADY)              | 竜真知子  | 浜田省吾   | 3:35 |
| 2.                                   | 「朝のシルエット」(ASA NO SILHOUETTE)            | 浜田省吾  | 浜田省吾   | 4:25 |
| 3.                                   | 「サイレント ムーヴィー」(SILENT MOVIE)          | 森田由美  | 浜田省吾   | 4:36 |
| 4.                                   | 「グッド・ナイト・エンジェル」(GOOD NIGHT ANGEL) | 浜田省吾  | 浜田省吾   | 4:15 |
| 5.                                   | 「悪い夢」(WARUI YUME)                           | 浜田省吾  | 浜田省吾   | 5:10 |
| 合計時間:                            | 合計時間:                                        | 合計時間: | 22:01      |      |

### CD盤
| 全作曲: 浜田省吾、全編曲: 水谷公生、ストリングスアレンジ: 佐藤準。 |                                                  |           |            |      |
| #                                                                  | タイトル                                         | 作詞      | 作曲・編曲 | 時間 |
| 1.                                                                 | 「子午線」(SHIGOSEN)                             | 森田由美  | 浜田省吾   | 4:25 |
| 2.                                                                 | 「幻想庭園」(GENSOH TEIEN)                       | 三浦徳子  | 浜田省吾   | 4:06 |
| 3.                                                                 | 「インディアンサマー」(INDIAN SUMMER)            | 竜真知子  | 浜田省吾   | 4:19 |
| 4.                                                                 | 「愛を眠らせて」(AI O NEMURASETE)                | 三浦徳子  | 浜田省吾   | 3:55 |
| 5.                                                                 | 「いつわりの日々」(ITSUWARI NO HIBI)             | 浜田省吾  | 浜田省吾   | 4:33 |
| 6.                                                                 | 「ダンシング レディ」(DANCIN' LADY)              | 竜真知子  | 浜田省吾   | 3:35 |
| 7.                                                                 | 「朝のシルエット」(ASA NO SILHOUETTE)            | 浜田省吾  | 浜田省吾   | 4:25 |
| 8.                                                                 | 「サイレント ムーヴィー」(SILENT MOVIE)          | 森田由美  | 浜田省吾   | 4:36 |
| 9.                                                                 | 「グッド・ナイト・エンジェル」(GOOD NIGHT ANGEL) | 浜田省吾  | 浜田省吾   | 4:15 |
| 10.                                                                | 「悪い夢」(WARUI YUME)                           | 浜田省吾  | 浜田省吾   | 5:10 |
| 合計時間:                                                          | 合計時間:                                        | 合計時間: | 43:19      |      |

## 楽曲解説
1. 子午線
2. 幻想庭園
  - 1990年に千葉美加がシングル「風を感じて」のB面曲としてカバーした。
3. インディアンサマー
4. 愛を眠らせて
  - アルバムからの先行シングル。和田アキ子に提供した「愛して」（作詞・作曲：浜田省吾）と同じメロディーで、歌詞違いのセルフカバーである。
5. いつわりの日々
  - アルバム『Sand Castle』でリメイクされた。
6. ダンシング レディ
  - 1983年に大沢逸美がシングル「ダンシング・レディ」の表題曲としてカバーした。
7. 朝のシルエット
  - アルバム『Sand Castle』でリメイクされた。
8. サイレント ムーヴィー
9. グッド・ナイト・エンジェル
  - 歌詞違いの未発表部分がある。アルバム『初夏の頃』、シングル「Good Night Angel/Love Train」でリメイクされた。
10. 悪い夢
  - 当時の浜田の心境をストレートに表した楽曲。自分の置かれた状況を「まるで悪い夢を見てるみたい」だと歌われている。

## 参加ミュージシャン
- Drums：Robert Brill
- Bass：岡沢茂
- Piano and Keyboards：佐藤準
- Guitar：水谷公生
- Acoustic Guitar：笛吹利明
- Percussion：斉藤ノブ
- Saxophone：Jake H.Concepcion
- Backing Vocal：町支寛二